# Salix aeruginosa
Salix aeruginosa là một loài thực vật có hoa trong họ Liễu. Loài này được E. Carranza miêu tả khoa học đầu tiên năm 1995.